# Giovanni Battista Castello (il Bergamasco)

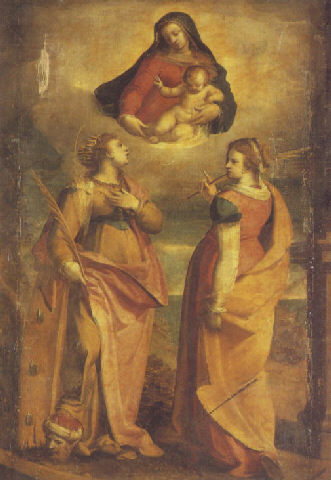
Apparition de la Vierge à sainte Catalina

Pour les articles homonymes, voir Giovanni Battista Castello, Castello et Bergamasco (homonymie).
Giovanni Battista Castello dit Il Bergamasco (le Bergamasque), né à Gandino en 1500 ou 1509 et mort en 1569 ou 1579, est un peintre, un architecte et un sculpteur italien du XVIe siècle, dont l'œuvre se situe à la frontière du maniérisme et du baroque. Il se rattache à l'école génoise.
Son surnom permet de le distinguer d'un autre peintre miniaturiste génois homonyme (1547-1639).

## Biographie
Né à Gandino près de Bergame, dans la Valle de Seriana, Giovanni Battista Castello fait son apprentissage auprès d'Aurelio Busso (it) (ou Buso) de Crema, élève de Polidoro da Caravaggio.
Revenu à Gênes, il est commissionné par Tobia Pallavicino (it) pour construire et décorer le Palais Tobia-Pallavicino (ou palais Carrega-Cataldi), et pour le décor de l'église San Marcellino (it).

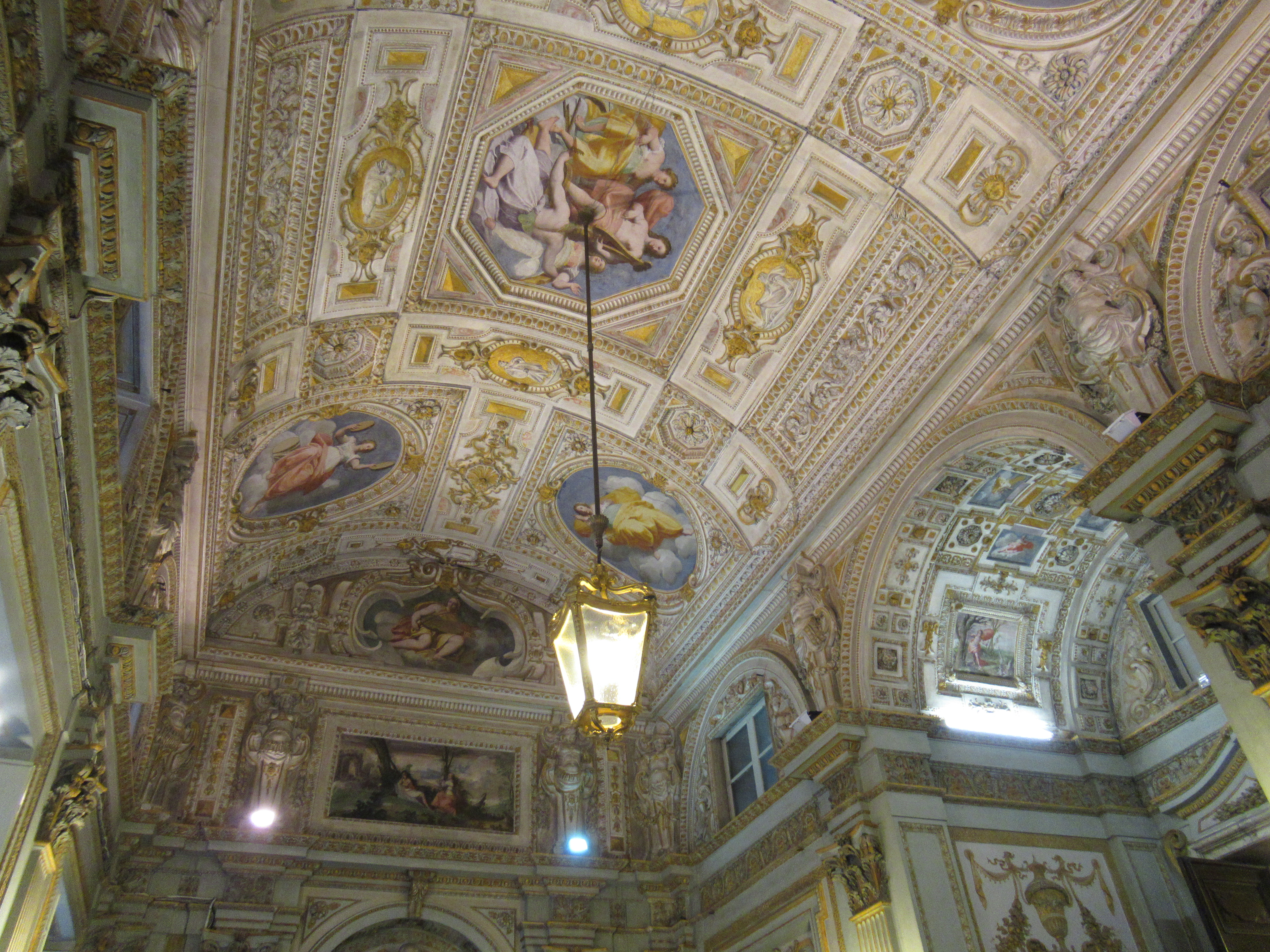
Voûte avec Apollon et les Muses, Palais Tobia-Pallavicino

Avec Luca Cambiaso, le duc Grimaldi lui commande la décoration du plafond de l'église della Santissima Annunziata di Portoria (it) à Gênes, avec une fresque représentant le Christ, juge du Monde. Il décore le Palazzo Lanzi, de Gorlago, de scènes de l'Iliade. Il travaille encore sur de nombreux projets, avec son ami Cambiaso, comme les fresques de la chapelle Lercari du Duomo di San Lorenzo.
En 1567, il est invité à Madrid par le roi d'Espagne Philippe II, pour tenir le bureau de l'architecte des palais royaux, y compris le palais du Pardo. Il exécute quelques travaux à l'Escorial, et meurt quelques années plus tard dans cette charge en Espagne.

## Œuvres
- Psyché devant Vénus
- Le Christ, juge du Monde, plafond de la chaire de la Nunziata di Portoria à Gênes
- Scènes de l'Illiade, Palazzo Lanzi de Gorlago
- Fresques d'une chapelle du Duomo di San Lorenzo de Gênes
- Jupiter (1560), dessin à la collection royale de Londres (acquisition par Charles II)
- Martyre de saint Sébastien, monastère San Sebastiano.

Comme architecte, on lui attribue :
- la transformation de l'église de San Matteo à Gênes et la conception du palais impérial sur le Campetto (quartier de Gênes).
- le palais Tobia-Pallavicino à Gênes entre 1558 et 1561, avec la collaboration de Bartolomeo Riccio, Domenico Solari et Antonio Roderio[1].
- les plans du palazzo Nicolosio Lomellino de la Strada Nuova de Gênes
- Projet de tombeau, au département des arts graphiques du musée du Louvre, Paris